# Pietro di Fabrizio Accolti
Pietro di Fabrizio Accolti  (Pise, 1579 – après 1642) est un homme politique, un scientifique et un peintre italien.

## Biographie

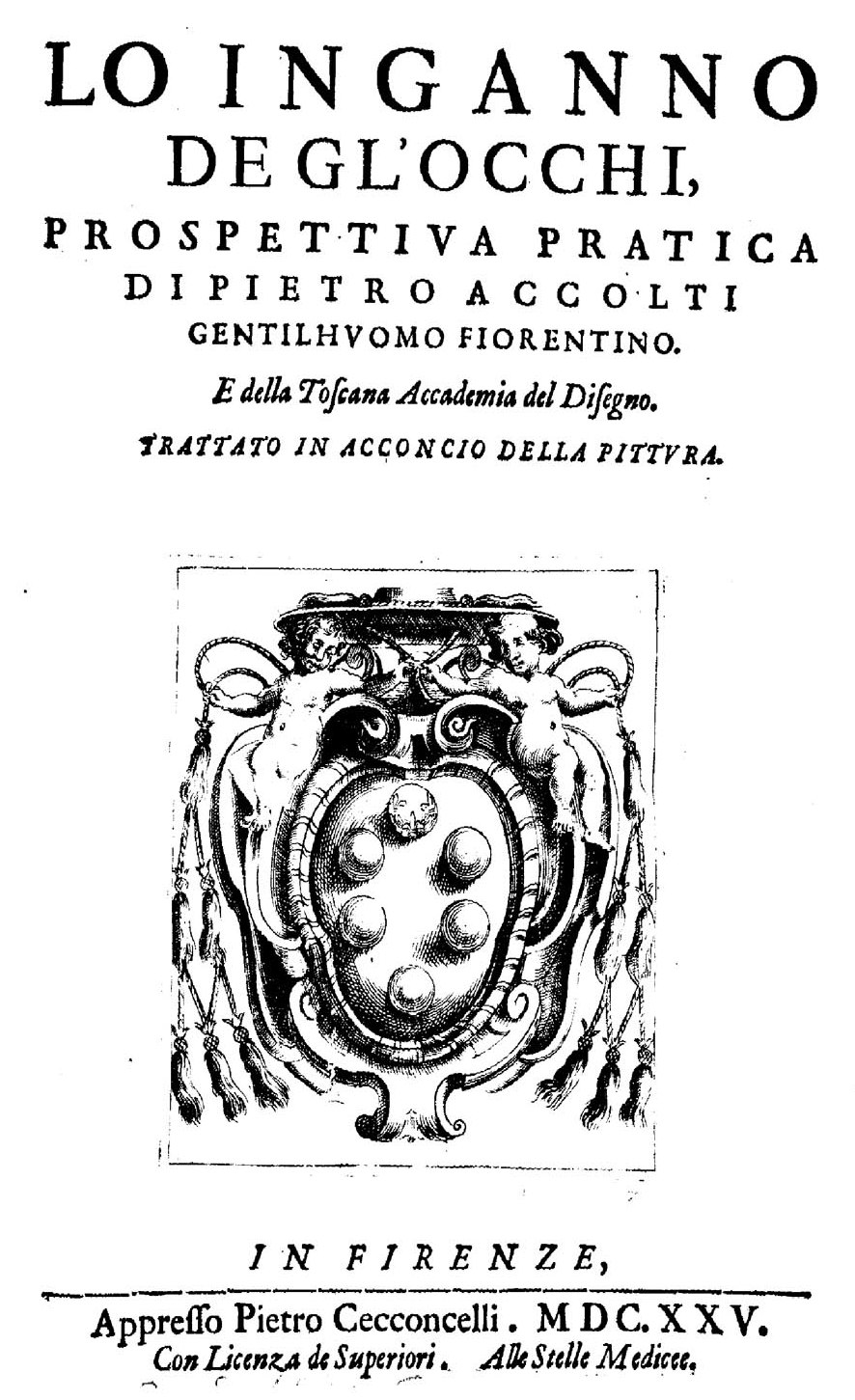
Lo inganno degl'occhi, 1625

### Carrière politique

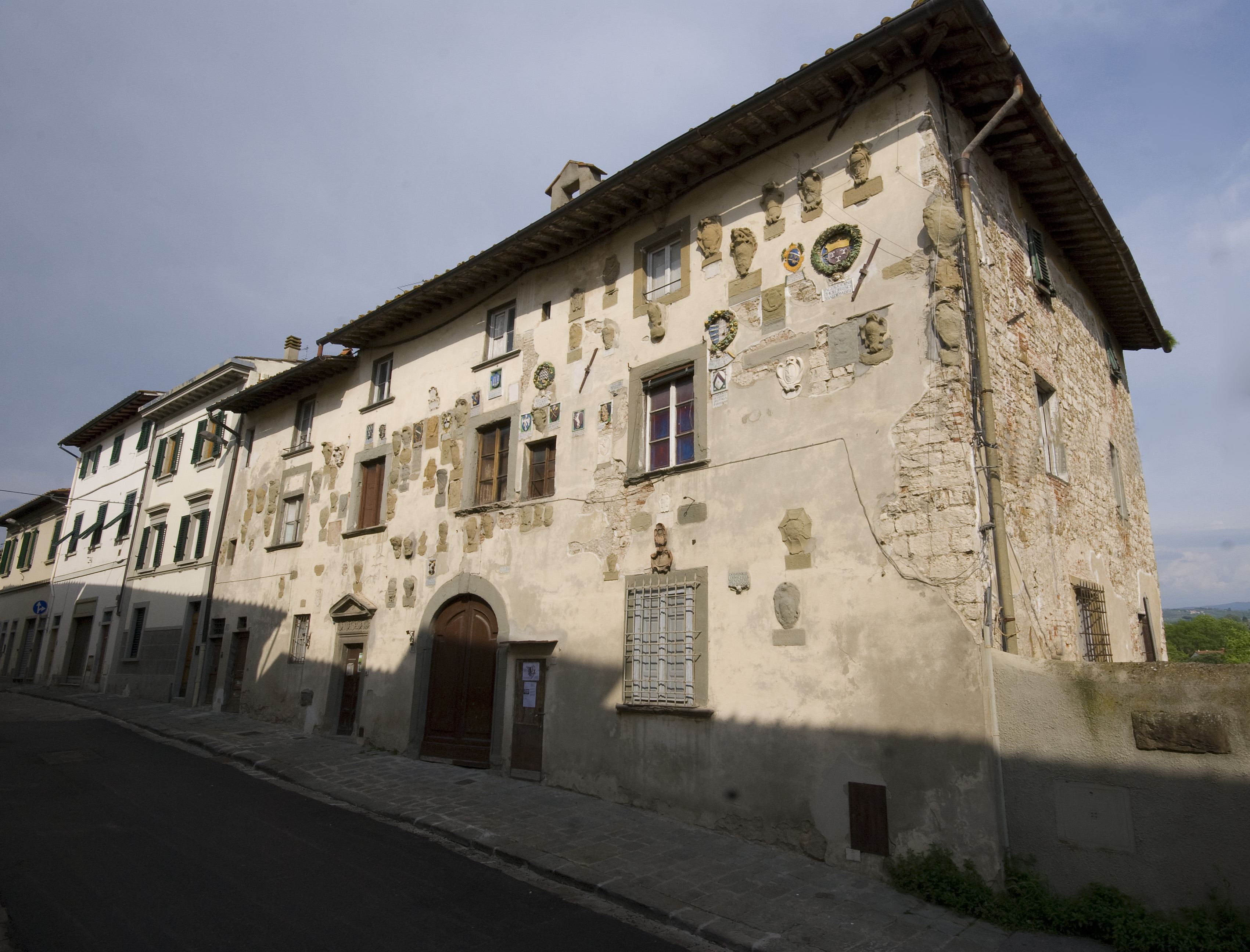
Palazzo Pretorio al Galluzzo

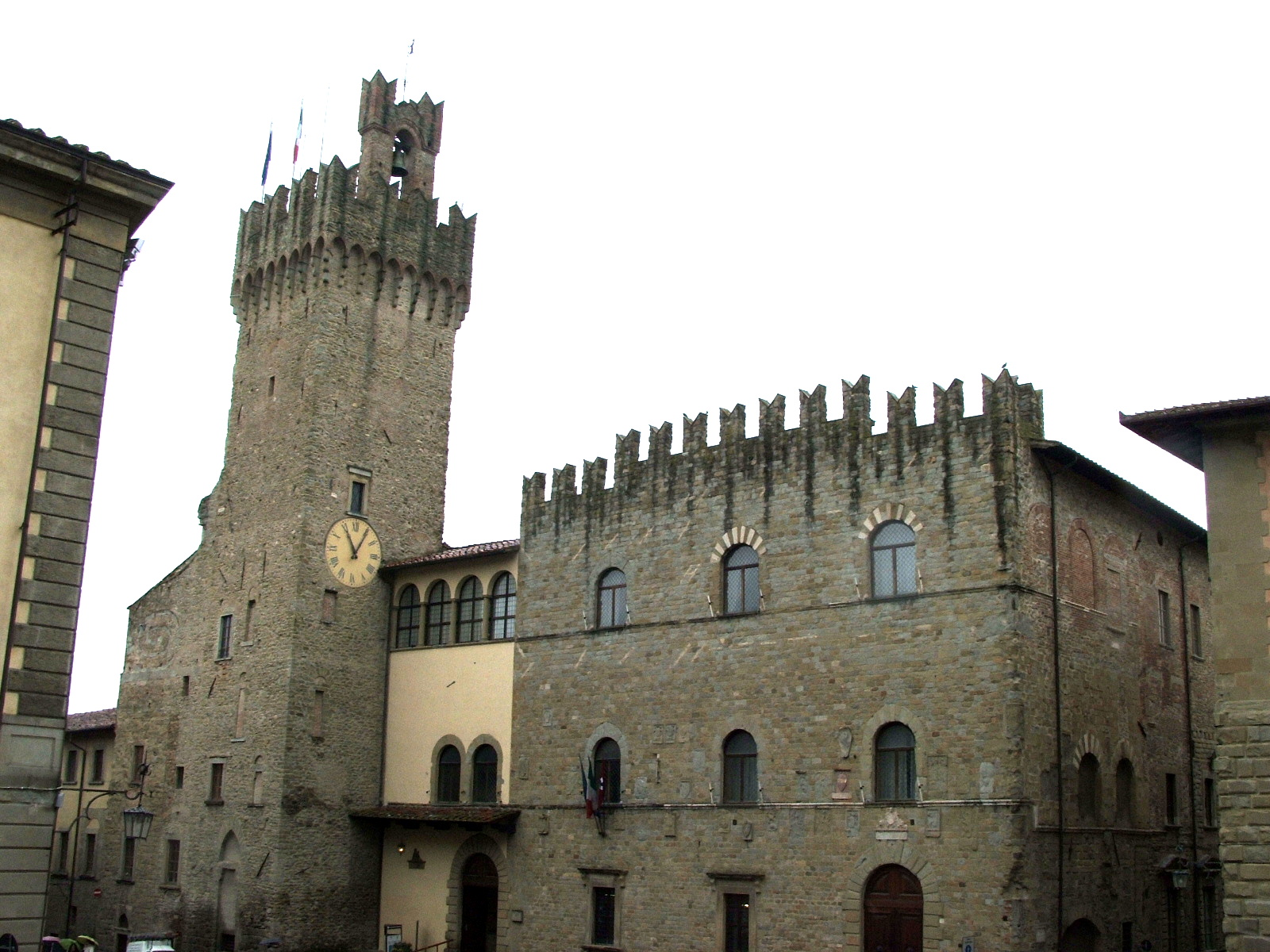
Palazzo del Comune, Arezzo

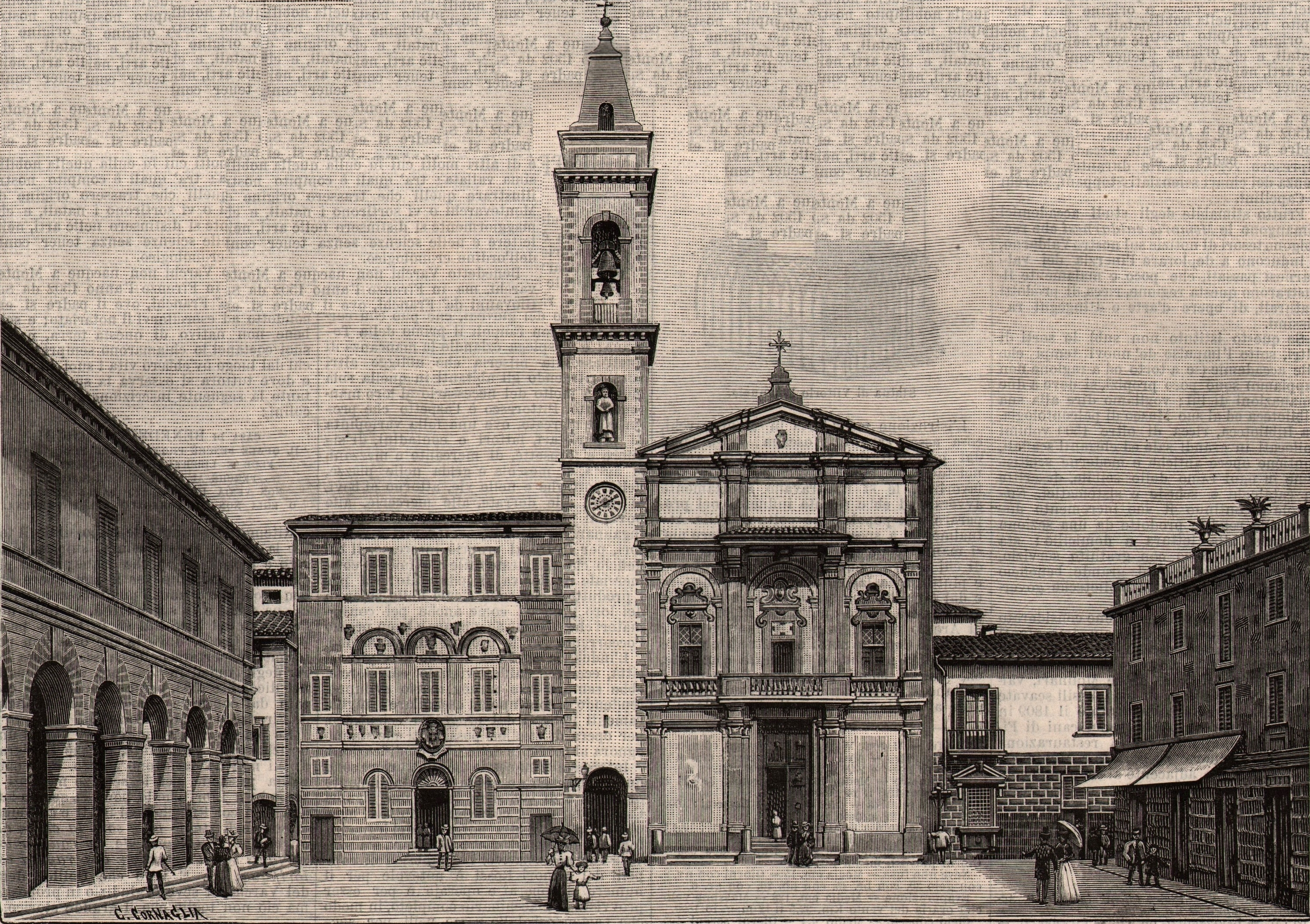
Palazzo pretorio, Montevarchi

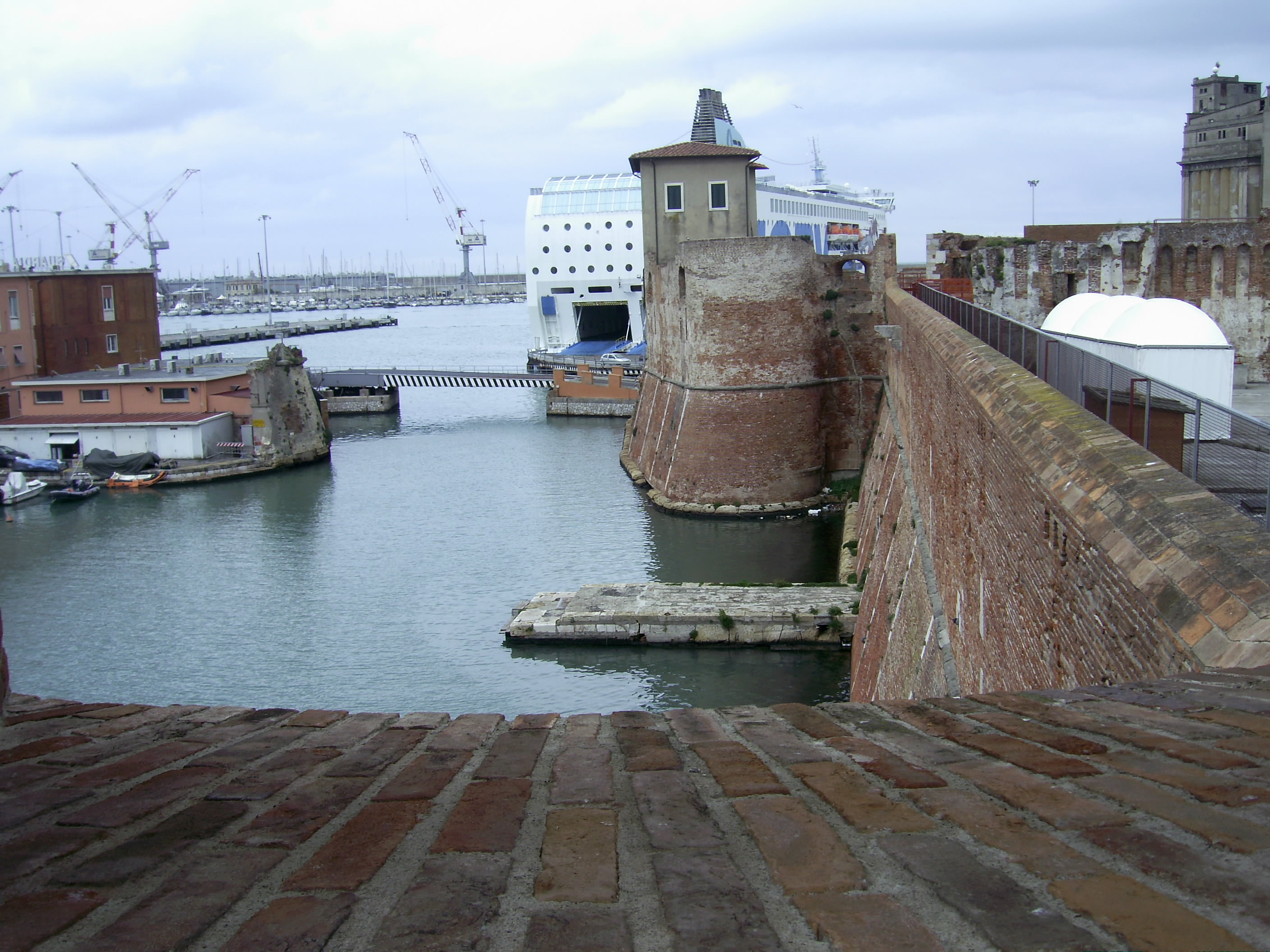
Embouchure du Vieux Port, Livourne

Pietro di Fabrizio Accolti fils de Fabrizio Accolti et petit-fils du cardinal Benedetto Accolti est né à Pise en 1579.
En 1506 il s'inscrit à la facoltà di Giurisprudenza dell'Università di Pisa qu'il fréquente pendant six ans, et, en 1602, il présente une thèse en droit canonique et civil.
Pietro fait demande afin d'obtenir la citoyenneté florentine, nécessaire pour entamer une carrière politique et l'obtient le 12 septembre 1611. Son inscription figure sur le registre des citoyens florentins du quartier de San Giovanni dans le Gonfalone Vaio.
En 1614, la charge de Podesta du palazzo pretorio al Galluzzo étant vacante, elle est attribuée à Pietro qui prend ses fonctions le 25 juillet 1614 et assume la fonction pendant six mois. À la fin du mandat, comme veut la tradition, il laisse au palais son blason en marbre.
En 1618, il épouse Leonora Spini issue d'une noble famille florentine de laquelle il aura 9 enfants.
Le 29 octobre 1620 Pietro obtient son premier poste politique important, Cosimo II le nomme pour six mois au Magistrato dei Conservatori di Legge.
Le 27 janvier 1621 il remplace Giorgio Vasari comme Ambassadeur de la ville d'Arezzo auprès du grand-duc ; la charge lui est confirmée le 6 octobre 1622.
En août 1622 il est élu au Magistrato degli Ufiziali di Monte e sopra sindaci, service de grand prestige.
Le 19 juin 1625 Pietro obtient pour six mois la charge de Capitano di Orsanmichele et le grand-duc le nomme aussi parmi les Avvocati dello squittinio degli uffizi di Firenze.
En 1625, Pietro est au sommet de sa carrière politique et sociale et pouvait prétendre à des charges encore plus élevées mais une série d'incidents compromettent son « cursus honorum ».
Le 14 août 1625, en raison de désaccords concernant ses activités diplomatiques, il renonce ses charges à Arezzo.
Le 4 janvier 1627 il accède à la charge de Podestà de Montevarchi qu'il assume pendant six mois et qui constitue sa dernière fonction politique. À la fin de son mandat, il reste probablement en ville ou à Galatrona jusqu'au mois de décembre et rédige la Relazione del presente stato e dei bisogni della Terra di Montevarchi qui est un des documents majeurs de la storiographie de Montevarchi.

### Carrière scientifique
Sa carrière politique se termine à Montevarchi en 1627.
Il entreprend avec succès à temps plein des études scientifiques et techniques et en 1630 Pietro est appelé à faire partie d'une sorte de commission grand-ducale appelée Servizio dell' architettura nelle fabbriche di terra e di mare et devient consultant du gouvernement dans les thèmes de l'innovation et la rénovation édile.
Pietro, spécialiste en mécanique appliquée à l'architecture est à l'origine d'une série d'innovations technologiques s'appliquant en particulier aux moulins à vent.
Il s'interesse aussi aux sciences hydrauliques et projette un istrumento matematico permettant de vider les eaux à l'aide de la force du vent des quatre tours du port de Livourne. Il obtient un permis du grand-duc afin de l'experimenter sur une des structures et l'essai s'avère concluant.
Jusqu'en 1642 des documents attestent qu'il est régulièrement consulté par divers tribunaux de Florence en tant qu'expert en géométrie et hydrostatique.

### Carrière artistique
Pietro di Fabrizio Accolti montre depuis son jeune âge un penchant pour le dessin et la peinture en peignant des tableaux de parents et amis dont celui du prince cardinal Carlo Medici.
Ses travaux sont appréciés ce que lui vaut son inscription à l'Accademia del Disegno le 11 juin 1613.
La Toscana Accademia del Disegno le nomme en février 1621 Console pour un semestre (mars-septembre).
Il rédige un traité sur la perspective L' Inganno degli occhi: Prospettiva Pratica, dédié à Carlo de' Medici le 30 janvier 1625 et pubblié debut août 1625. Il en fait une large diffusion dans la classe dirigeante et scientifique ce qui lui vaut d'obtenir le poste de bibliotéquaire du cardinal Carmo dé Medicis et d'être nommé une seconde fois Console dell'Accademia del Disegno du 1er mars au 1er septembre 1626.

## Publications
- Delle lodi di Cosimo II Granduca di Toscana, éditions Pignoni, 1621,
- Relazione del presente stato e dei bisogni della Terra di Montevarchi, 1627,
- L' Inganno degli occhi: Prospettiva Pratica, 1625.